# یاش (بازیگر)
یاش (به انگلیسی: Yash) متولد ۸ ژانویهٔ ۱۹۸۶ ،بازیگر هندی است. شهرت او با فیلم اکشن و تاریخی کی.جی. اف شروع شد که طرفداران زیادی در سرتاسر جهان پیدا کرد.
از فیلم‌هایی که وی در آن نقش داشته‌است می‌توان به کی.جی. اف، چاندرا اشاره کرد.

## زندگی شخصی
یاش در کارناتاکا زاده شد. او را دو نام گذاشتند: نوین، قانونا، و طرف مادرش از خانواده، او را یشوانث نامیدند. یاشوانث انتخاب شد، زیرا آنها معتقد بودند که زمان تولد او از نظر طالع بینی نیاز به نامی دارد که با حرف ಯ (یا) شروع می شود.
پدر یاش، آرون کومار گودا، راننده شرکت حمل و نقل جاده ای ایالت کارناتاکا و بعداً شرکت حمل و نقل متروپولیتن بنگلور بود . مادرش پوشپا خانه‌دار است. او یک خواهر کوچکتر به نام ناندینی دارد که با یک مهندس کامپیوتر ازدواج کرده است. یاش از سنین جوانی آرزو داشت بازیگر شود و به طور فعال در مسابقات تئاتر و رقص مدرسه خود در میسور شرکت می کرد. هنگامی که او جوان بود، خانواده‌اش نیز یک فروشگاه آذوقه داشتند که او مرتباً در آنجا کمک می‌کرد. یاش می خواست پس از اتمام کلاس ۱۰ مدرسه را رها کند و به طور تمام وقت بازیگری را دنبال کند. با این حال، او مجبور شد به درخواست والدینش دبیرستان را به پایان برساند. او تمام سالهای تحصیلی خود را در انجمن آموزشی ماهاهانا تحصیل کرد. والدینش در ابتدا با جاه طلبی های بازیگری او مخالفت کردند و پدرش می خواست که او یک افسر دولتی شود. در سال ۲۰۰۳، آنها تسلیم شدند و به او اجازه دادند در سن ۱۶ سالگی به بنگلور برود تا در یک فیلم به عنوان دستیار کارگردان کار کند، اما اظهار داشتند که در صورت بازگشت اجازه بازگشت به او را نخواهد داشت. این پروژه تنها پس از دو روز فیلمبرداری لغو شد، اما یاش تصمیم گرفت در بنگلور بماند.